# Kajárpéc
Kajárpéc là một thị trấn thuộc hạt Győr-Moson-Sopron, Hungary. Thị trấn này có diện tích 31,89 km², dân số năm 2010 là 1296 người, mật độ 41 người/km².